# 姜万春
姜万春（1956年—），山东青岛人，汉族，中华人民共和国政治人物、第十二届全国人民代表大会黑龙江地区代表。
毕业于交通部呼和浩特交通学院汽车运用工程专业，且已加入中国共产党。2013年，被选为全国人大代表。